# Laurens Maldrie
Laurens Maldrie (27 januari 1989) is een Belgisch voetballer. Hij speelt als verdediger voor VC Vlissingen.

## KAA Gent
Laurens Maldrie maakte sinds juni 2007 als verdediger deel uit van de A-selectie van KAA Gent. Op vrijdag 4 april 2008 maakte hij zijn debuut in de Jupiler League tegen Sint-Truiden VV. In de 28e minuut viel Miloš Marić geblesseerd uit en maakte Maldrie zijn opwachting. Met een quotering van 7/10 werd Maldrie daags nadien door de kranten uitgeroepen tot beste Gentenaar van de wedstrijd.

## Familie
Maldries moeder Lieve Verbruggen was een basketbalster die eens werd uitgeroepen tot Belgisch speelster van het jaar. Vader Michel Maldrie heeft een verleden als atleet, voornamelijk als tienkamper.
Zijn ooms Marc Verbruggen (ex-speler van onder meer Sporting Lokeren, KAA Gent en RWDM) en Jo Verbruggen (onder meer Sporting Lokeren en Germinal Ekeren) speelden in de jaren 70 en 80 in de Belgische hoogste afdeling voetbal.

## Carrière
| Seizoen      | Club                    |
| ------------ | ----------------------- |
| 1997-2003    | FC Destelbergen (jeugd) |
| 2003-2007    | KAA Gent (jeugd)        |
| 2007-2008    | KAA Gent                |
| 2008-2009    | VW Hamme                |
| 2009-2010    | VW Hamme                |
| 2010-01/2011 | SV Sottegem             |
| 01/2011-...  | VC Vlissingen           |